# Leucania fortunata
Leucania fortunata är en fjärilsart som beskrevs av Rudolf Pinker 1961. Leucania fortunata ingår i släktet Leucania och familjen nattflyn. Inga underarter finns listade i Catalogue of Life.